# William Smith (lottatore)
William Smith (Portland, 17 settembre 1928 – Humboldt, 21 marzo 2018) è stato un lottatore statunitense, specializzato nella lotta libera.

## Palmarès

### Olimpiadi
- Oro a Helsinki 1952 nei pesi welter.